# Dièresi

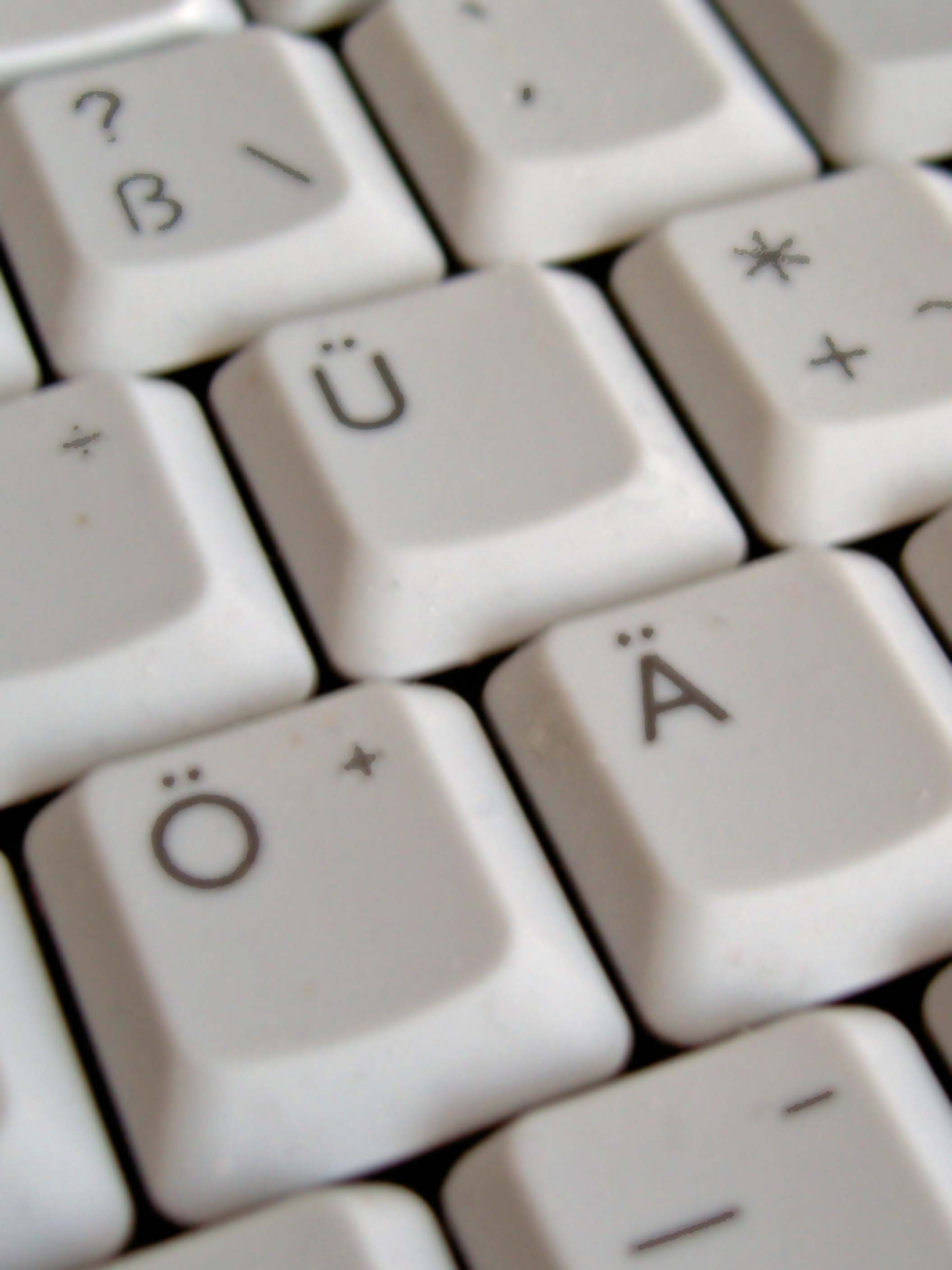
Imatge d'un teclat amb la dièresi damunt la lletra "u".

La paraula dièresi deriva del grec diarein que té el significat de "dividir".
En llengua catalana hi ha tres accepcions de "dièresi": El signe diacrític, la llicència poètica que consisteix a pronunciar en dues síl·labes les vocals d'un diftong i el nom genèric amb el qual són designats els diferents procediments quirúrgics usats per a dividir els teixits orgànics. Aquest article tracta del signe diacrític.

## Ús general
La dièresi és un signe consistent en dos petits puntets col·locats sobre una vocal, per indicar que se n'ha d'alterar la pronunciació. Tot i la semblança gràfica, no s'ha de confondre amb l'umlaut.
En llengües com el francès o el grec, marca que la segona vocal pertany a una síl·laba diferent que la primera. Usualment la vocal que porta dièresi és tònica.
En espanyol, en canvi, indica que s'ha de pronunciar la U de determinats dígrafs (com GÜE, per exemple).

### L'ús de la dièresi en català
En català, també s'empra damunt de les vocals i / u per indicar que aquestes vocals no formen diftong, sinó un hiat, amb la vocal anterior: veïna, llaüt, agraït, continuï, obeïes...
Es posa dièresi en els casos següents:
- Quan hem de pronunciar una u que podria ser muda: al-gues / ai-gües, tan-ques / pas-qües.
- Quan la i o la u podrien fer diftong amb la vocal anterior i les normes de l'ortografia no ens permeten accentuar: pa-ís / pa-ï-sos, ai-re / ra-ïm, ei-na / ve-ï-na, cui-na / ru-ï-na, diu, di-uen / di-ürn, peu / peülla.
- Quan una i entre vocals no fa de consonant: bis-ca-ia / bis-ca-ï-na, però in-clo-ï-a (d'incloure).

### Excepcions
Hi ha excepcions a aquest ús:
- Mots començats pels prefixos 'anti-, co-, contra-, re-, "tele", "ràdio","semi" seguits de vocal: exemple reunir, antiimperialisme, contraindicació, reunificació. Però es posa dièresi en reïx i reüll, perquè no es consideren formats amb prefix.
- En els mots acabats en vocal + els sufixos -isme, -ista, "us", "um": exemple egoisme, altruisme, altruista... Però es posa dièresi en lluïsme i proïsme perquè no es consideren formats amb sufix.
- En les formes verbals d'infinitiu, gerundi, en els futurs i els condicionals acabades en vocal + IR (tercera conjugació): exemples: trair, traint, trairà, trairia, però en canvi sí al participi traït o al present traïm, traïu.
- Si dues ii van seguides sempre porta dièresi la segona
- Sempre porten dièresi les paraules que no tenen la tònica al diftong